# 더치 앵글

보도 (도로)에서 기절한 사람 – 뉴욕시, 2008 – 더치 앵글를 사용하여 촬영

더치 앵글(dutch angle)은 영화 제작 및 사진술에서 더치 틸트(dutch tilt)로 불리는 각도로서, 카메라를 특정 각도로 설정하여 샷이 수직선으로 구성되도록 하는 카메라 샷의 한 유형이다. 샷의 수평선이 프레임 하단과 평행하지 않도록 한다. 이것은 머리를 옆으로 기울이는 것과 유사한 관점을 만들어낸다. 영화 촬영에서 더치 앵글은 촬영 대상의 심리적 불안이나 긴장을 묘사하는 데 자주 사용되는 많은 영화 기법 중 하나이다. 더치 앵글은 독일 표현주의 영화와 밀접하게 연관되어 있으며 이를 광범위하게 사용했다.

## 예시

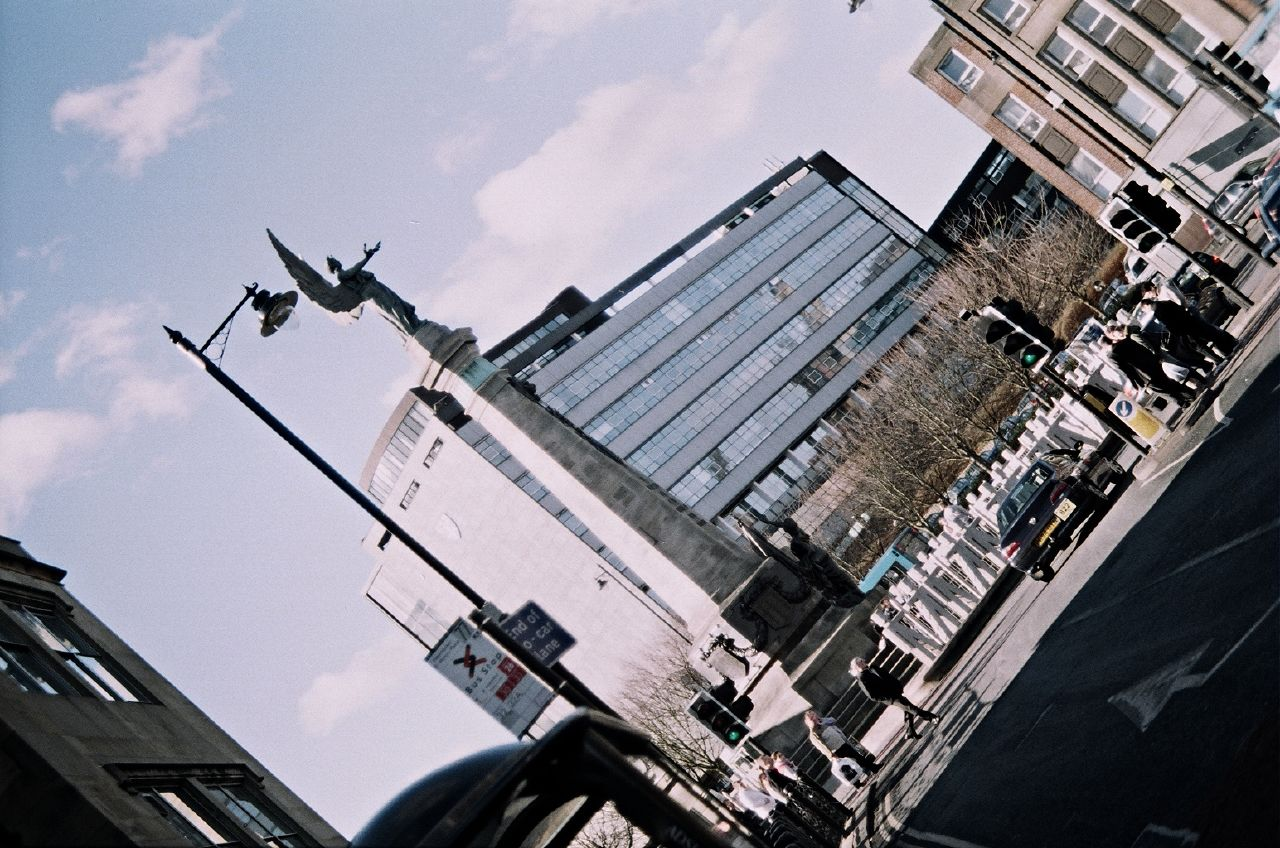
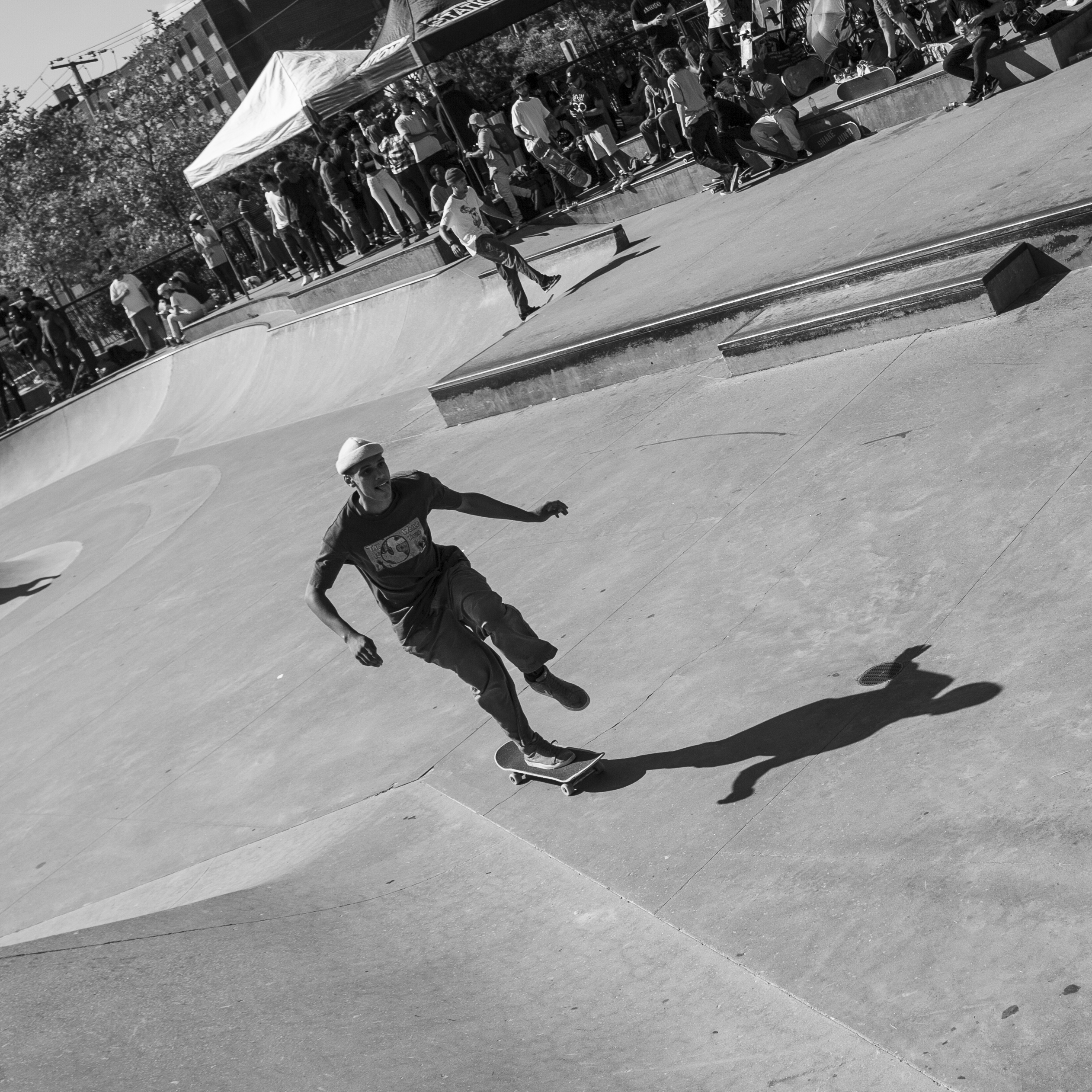
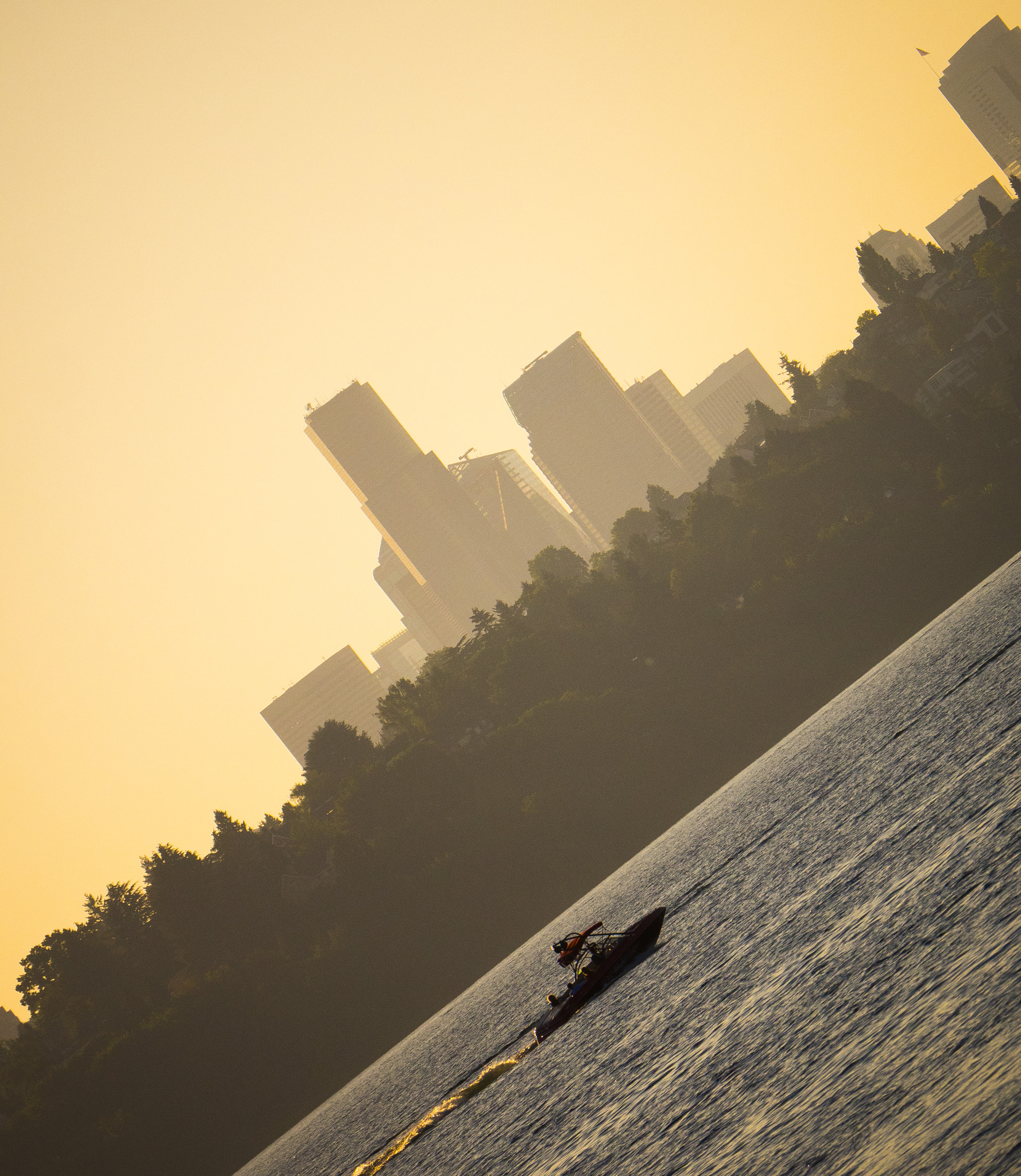
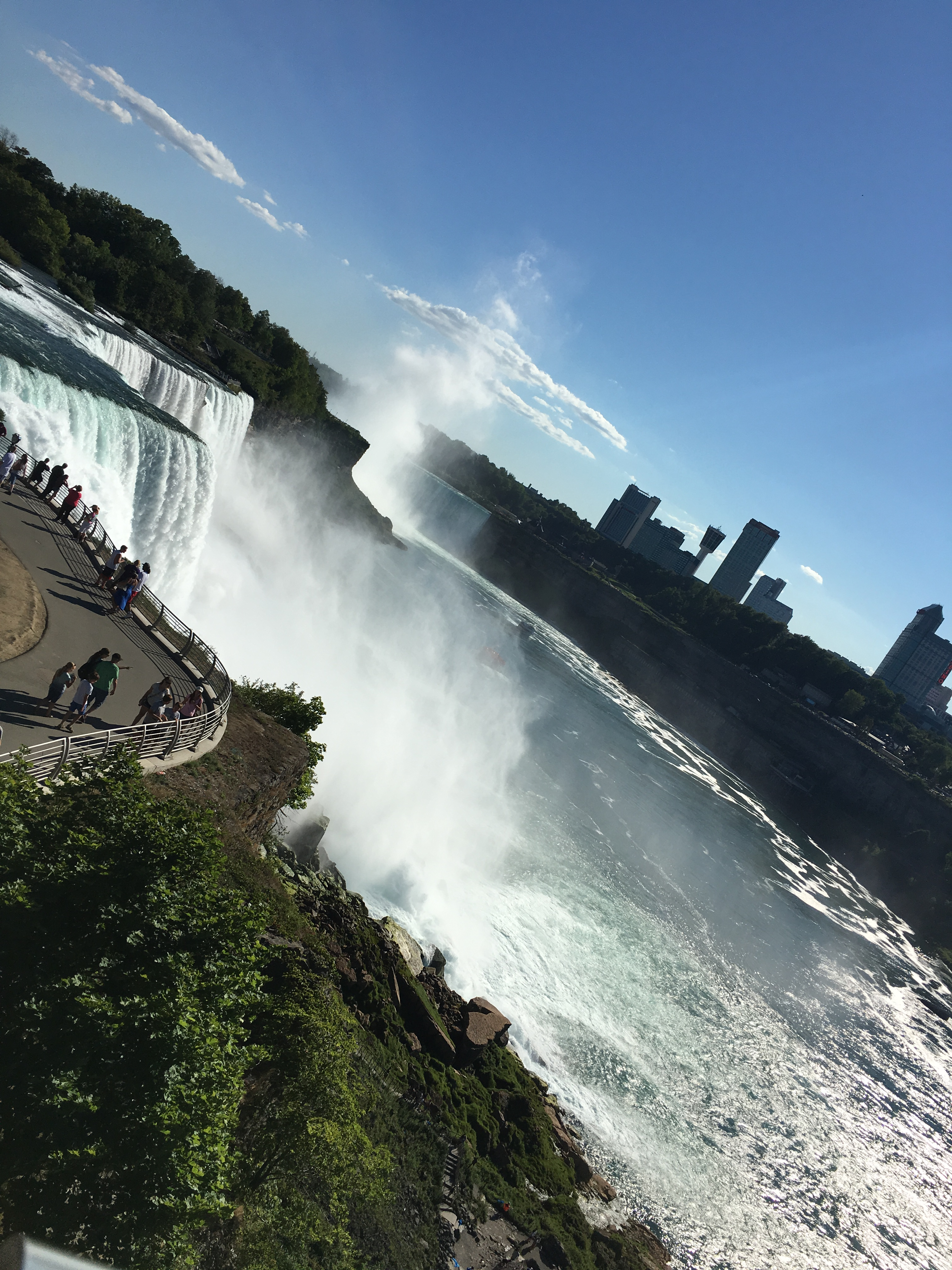
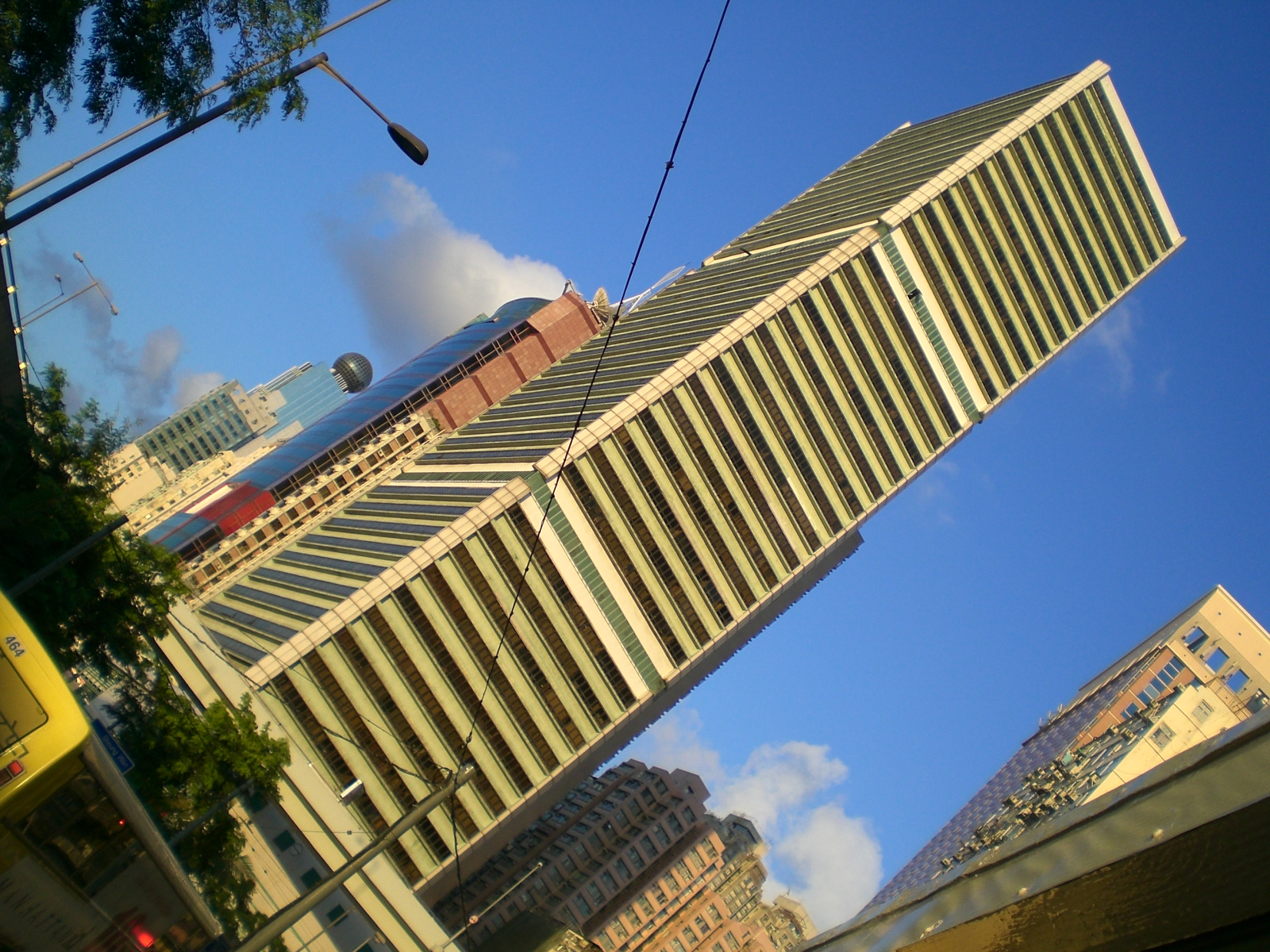
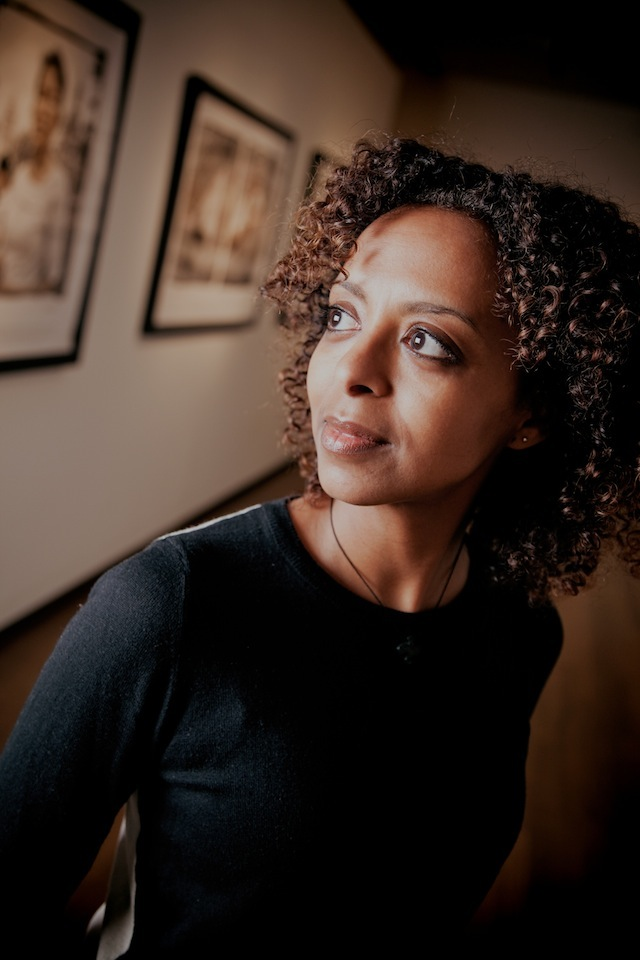